# Nebmaatra
Nebmaatra (fl. XVII-XVI secolo a.C.) è stato un faraone della XVI dinastia egizia.

## Biografia
Come per tutti gli altri sovrani inseriti in questa dinastia l'unico supporto alla conferma della loro esistenza viene dai reperti archeologici.
Proprio la mancanza di qualsiasi citazione nelle principali liste reali impedisce ogni tentativo di ordinamento cronologico di questi sovrani che furono, con molto probabilità, governanti locali soggetti a relazioni di vassallaggio nei confronti dei regnanti della XV dinastia (grandi hyksos).
| N5 | V30 | U1 | D36 · X1 |

| N5 | V30 | U1 | D36 · X1 |

| N5 | V30 | U1 | D36 · X1 |

| N5 | V30 | U1 | D36 · X1 |

nb mˁ3t rˁ- Nebmaatra - Ra è il signore della maat
Il nome di questo sovrano, che dovrebbe aver regnato sul Medio Egitto è stato rinvenuto su una lama di rame per ascia rinvenuta in una tomba a Mostagedda e sulla base di un amuleto a forma di leone, oggi al Petrie Museum (UC 11587).